# Cheikhou Kouyaté
Cheikhou Kouyaté (Dakar, 21 de dezembro de 1989) é um futebolista senegalês que atua como meio-campista. Atualmente está sem clube.

## Carreira
Cheikhou Kouyaté representou o elenco da Seleção Senegalesa de Futebol no Campeonato Africano das Nações de 2017.

## Títulos
Anderlecht
- Campeonato Belga: 2009-10, 2011-12, 2012-13, 2013-14
- Supercopa da Bélgica: 2010, 2012, 2013

Senegal
- Campeonato Africano das Nações: 2021